# Antonino Mannino
Pour les articles homonymes, voir Mannino.
Antonino « Nino » Mannino, né le 7 décembre 1939 à Carini (Italie) et mort le 26 novembre 2022 à Partinico (Italie), est un homme politique italien. 
Secrétaire provincial du Parti communiste italien puis du Parti démocrate de la gauche et député de Sicile occidentale (1983-1991), il est un acteur des combats sociaux à Palerme et de la lutte contre la mafia.

## Biographie
Né dans une famille bourgeoise de Carini, Antonino Mannino entre au Parti communiste italien dans les années 1950 et s'installe à Palerme pour travailler dans les bureaux du parti.
En 1961, il est secrétaire provincial de la Federazione Giovanile Comunista Italiana et se lie au secrétaire régional du PCI, Pio La Torre. Il devient secrétaire du PCI de Palerme en 1972, puis de la fédération provinciale en 1974, à l'époque où se discute le compromis historique. Lors des élections municipales italiennes de 1975, il fait partie des 15 conseillers communistes envoyés au conseil municipal de Palerme, aux côtés de Leonardo Sciascia et Renato Guttuso. 
Durant ces deux décennies, Nino Mannino s'occupe des liens entre son parti et le monde ouvrier, dont il soutient les luttes syndicales au chantier naval de Palerme, à l'Aeronautica Sicula, Keller et Italtel. Il soutient également les sans-abri. 
Lorsque La Torre reprend la tête des communistes siciliens en 1981, Mannino s'y oppose, puis travaille à ses côtés jusqu'à l'assassinat, le 30 avril 1982, du leader communiste, commis par la mafia au profit, selon lui, des services secrets italiens.
En 1983, Nino Mannino est élu à la Chambre des députés pour la circonscription de Palerme-Trapani-Agrigente-Caltanissetta et intègre la commission de la Défense. Réélu en 1987, il est député jusqu'en 1992, siégeant à la Commission antimafia et au Comité parlementaire pour l'OTAN.   
Après la disparition du PCI en 1992, il occupe le secrétariat provincial du Parti démocrate de la gauche jusqu'à son élection sous ces couleurs comme maire de Carini. Comme maire de Carini, jusqu'en décembre 1997, il a démoli les villas construites illégalement sur le front de mer, près de la route qui relie Palerme à l'aéroport. 
Il dirige le Centre d'études Pio La Torre au début des années 2000 et quitte le PDS. 